# Gasthuisbossen (Ypres)
 Gasthuisbossen est un domaine provincial de la Province de Flandre-Occidentale, dont les forêts comprennent un certain nombre de zones forestières au sud-est de la ville d'Ypres. Il est situé sur la crête du Saillant d'Ypres, sur la ligne de partage des eaux de l'Yser et de la Lys. La superficie totale est de plus de 200 hectares, protégés au niveau européen dans le cadre de la zone Natura 2000 West-Vlaams Heuvelland (BE2500003). La première zone de protection spéciale a été créée en 1988.

## Histoire
Au XIIIe siècle, la région était une zone boisée et peu peuplée, la ville d'Ypres comptait de nombreuses œuvres caritatives dont la Maison de Dieu Saint-Jean, la Bellegodshuis et la Onze-Lieve-Vrouw Gasthuis. Ces institutions acquirent divers terrains au sud de la ville, dont les forêts qui furent préservées au fil des siècles.
Durant la Première Guerre mondiale, la zone, qui se trouvait directement sur le front du saillant d'Ypres, fut au centre de la Bataille de la colline 60, et les forêts en furent complètement détruites. Replantées dès 1920, les forêts furent confiées sous la responsabilité du Centre public d'action sociale (OCMW), gestionnaire historique des anciens lieux de culte et hôpitaux. En 1996, la province de Flandre occidentale a pris les forêts en location à long terme, a développé la zone en domaine provincial et l'a ouverte au public.

## Réseau Natura 2000
Le réseau Natura 2000 rassemble des sites naturels ou semi-naturels de l'Union européenne ayant une grande valeur patrimoniale. Le texte instituant la création du réseau Natura 2000, la directive européenne « habitats faune flore » parle de sites naturels « d'intérêt communautaire », en se référant à la « valeur patrimoniale » des habitats. Dans le domaine de la conservation de la nature, on peut distinguer les habitats, la faune et la flore selon leur rareté : les habitats « d'intérêt régional » sont rares dans une région, mais peuvent être présents ailleurs en abondance. La zone Gasthuisbossen compte sept forêts, à savoir Drie Blotenbos ou Hoge Netelaar ou Hogebos, Godtschalckbos, Groenenburg, Huikerbossen, Papenelst ou Twaalf Gemeten, Zandvoordebos et Zwarte Leen.

## Gallery
|  |
|  |

|  |
|  |

|  |
|  |

|  |
|  |